# Стягайлівка (Шосткинський район)
Стяга́йлівка — село в Україні, у Зноб-Новгородській селищній громаді Шосткинського району Сумської області. До 2016 орган місцевого самоврядування — Стягайлівська сільська рада.
Населення становить 301 особа.

## Географія
Село знаходиться на правому березі річки Знобівка, нижче за течією на відстані 3,5 км розташований смт Зноб-Новгородське, на протилежному березі — село Люте. Річка в цьому місці звивиста, утворює лимани, стариці і заболочені озера.

## Назва
Свою назву Стягайлівка запозичило від прізвища засновника — знатного батуринського козака Івана Стягайло.

## Символіка
На гербі зображений батуринський козак Іван Стягайло зі стягом (герб є промовистим). Герб містить всі елементи герба Батурина - синій стяг, срібні півмісяць і шестипроменева зірка, золоте серце та червоний козацьких хрест. Срібний півмісяць зображений у формі літери «С» що також вказує на назву села.

## Історія
Згідно з матеріалами Генерального слідства про маєтності Ніжинського полку 1729 р., Стягайлівка була заснована за гетьмана Івана Мазепи знатним батуринським козаком Іваном Стягайло.
Іван Мазепа був гетьманом Війська Запорізького на Лівобережній Україні з 1687 по 1708 рр. У проміжку між зазначеними датами він надав Івану Стягайло вільні землі поблизу річки Знобівка і дозволив йому поселити на ній слобідку Стягайлівка. Проте документи про це були втрачені. У зв'язку з цим визначити точний час заснування села не представляється можливим.
18 листопада 1708 гетьман Іван Скоропадський закріпив Стягайлівку за Іваном Стягайло гетьманським універсалом і одночасно з цим визначив межі Стягайлівських земель, встановивши їх «від рудні Добронідського і від самої річки Знобівкі дібровою Єлушицею да через річку Уличку до Ваковія болота, а звідти на старе Будище, а від Будища на Люту річку нижче млина Протопопівської да до села Зноб».
Після смерті Івана Стягайло село, за одними даними, перейшло у спадок до його сина Петра Стягайло (Стягайленко), який в 1727 році продав її князю Меньшикову, а за іншими — до значкового товариша Стародубського полку Левона Стягайло, який в 1722 році продав її тому ж Меньшикову.
У володінні Меньшикова Стягайлівка перебувала до 8 квітня 1728 року, після чого була «відписана Його Імператорській Величності».
11 липня 1740 імператриця Анна Іванівна звеліла організувати в Україні кінний завод і передала йому в повне ведення раніше приналежні князю Меншикову «міста Батурин і Ямпіль, з усіма до нього приналежними містечками, слободами, селами». Серед них, ймовірно, була і Стягайлівка. Однак будь-яких вказівок на це ми не знайшли.
Після ліквідації кінного заводу Стягайлівка була повернута її Імператорській Величності і 10 листопада 1764 надана нею разом з іншими населеними пунктами Ямпільської волості у вічне і спадкове володіння дійсному таємному раднику Івановичу Неплюєву, «за його довготривалу і бездоганну службу, а особливо за вчинене їм в Оренбурзі знатне прирощення державних доходів».
У його володінні село перебувало до його смерті, яка настала 11 листопада 1773 р, після чого перейшло у спадок до його молодшого сина — таємного радника і сенатора Миколі Івановичу Неплюєву. На момент опису Новгород-Сіверського намісництва 1779–1781 рр. Микола Іванович володів у Стягайлівці 58 дворами і 59 хатами. В них проживало 59 обивателів зі своїми сім'ями, більшість з яких займалися вирощуванням конопель і виготовленням з неї конопляної олії.
24 травня 1784 М. І. Неплюєв помер. Після його смерті Стягайлівка дісталася його старшому сину таємному раднику Івану Миколайовичу Неплюєву (26.03.1750 — 6.07.1823), а від нього перейшла до його сина, полковнику Івану Івановичу Неплюева. 21 грудня 1851 Іван Іванович подарував Стягайлівку своїй доньці Наталії (1826 — 5.08.1856), від якої вона перейшла до її чоловіка Карла Людвіговича Шуленбурга та дітям: Івану та Марії.
Напередодні скасування кріпацтва, 1859 року у власницькому селі Стегайлівка Новгород-Сіверського повіту Чернігівської губернії мешкало 848 осіб (233 чоловічої статі та 232 — жіночої), налічувалось 63 дворових господарства. Більшість мешканців кріпаками і належали Шуленбургу.
Після смерті К. Л. Шуленбурга, що настала 7 лютого 1874 р, його володіння в Стягайлівці успадкував його син Іван Карлович Шуленбург (7.05.1850 — 16.06.1891), а від нього вони перейшли до його другої дружини Єлизавети Дмитрівні Шуленбург (? — 1898) і сину Сергію (20.05 .1875 — ?), які, за переказами, продали їх поміщику Леницькому.
Станом на 1886 у колишньому власницькому селі Протопопівської волості мешкало 578 осіб налічувалось 146 дворових господарств, існував вітряний млин.
За даними на 1893 рік у поселенні мешкало 709 осіб (346 чоловічої статі та 363 — жіночої), налічувалось 123 дворових господарства.
У 1896 році у селі була відкрита школа грамоти, в якій 1 січня 1899 р. навчалися 23 хлопчика. Школа знаходилася в приватному будинку, а в 1915 році для неї було побудовано нове шкільне приміщення.
За переписом 1897 року кількість мешканців зросла до 780 осіб (370 чоловічої статі та 410 — жіночої), з яких всі — православної віри.
12 червня 2020 року, відповідно до розпорядження Кабінету Міністрів України № 723-р «Про визначення адміністративних центрів та затвердження територій територіальних громад Сумської області», село увійшло до складу Зноб-Новгородської селищної громади.
19 липня 2020 року, в результаті адміністративно-територіальної реформи та ліквідації Середино-Будського району, село увійшло до складу новоутвореного Шосткинського району.